# Саутпорт (Конектикат)
Саутпорт (енгл. Southport) насељено је место без административног статуса у америчкој савезној држави Конектикат.

## Демографија
По попису из 2010. године број становника је 1.585.
| Група             | 2000.    | 2010.         |
| Белци             | 0 (0,0%) | 1.405 (88,6%) |
| Афроамериканци    | 0 (0,0%) | 22 (1,4%)     |
| Азијати           | 0 (0,0%) | 65 (4,1%)     |
| Хиспаноамериканци | 0 (0,0%) | 73 (4,6%)     |
| Укупно            | 0        | 1.585         |